# Audax (sport)

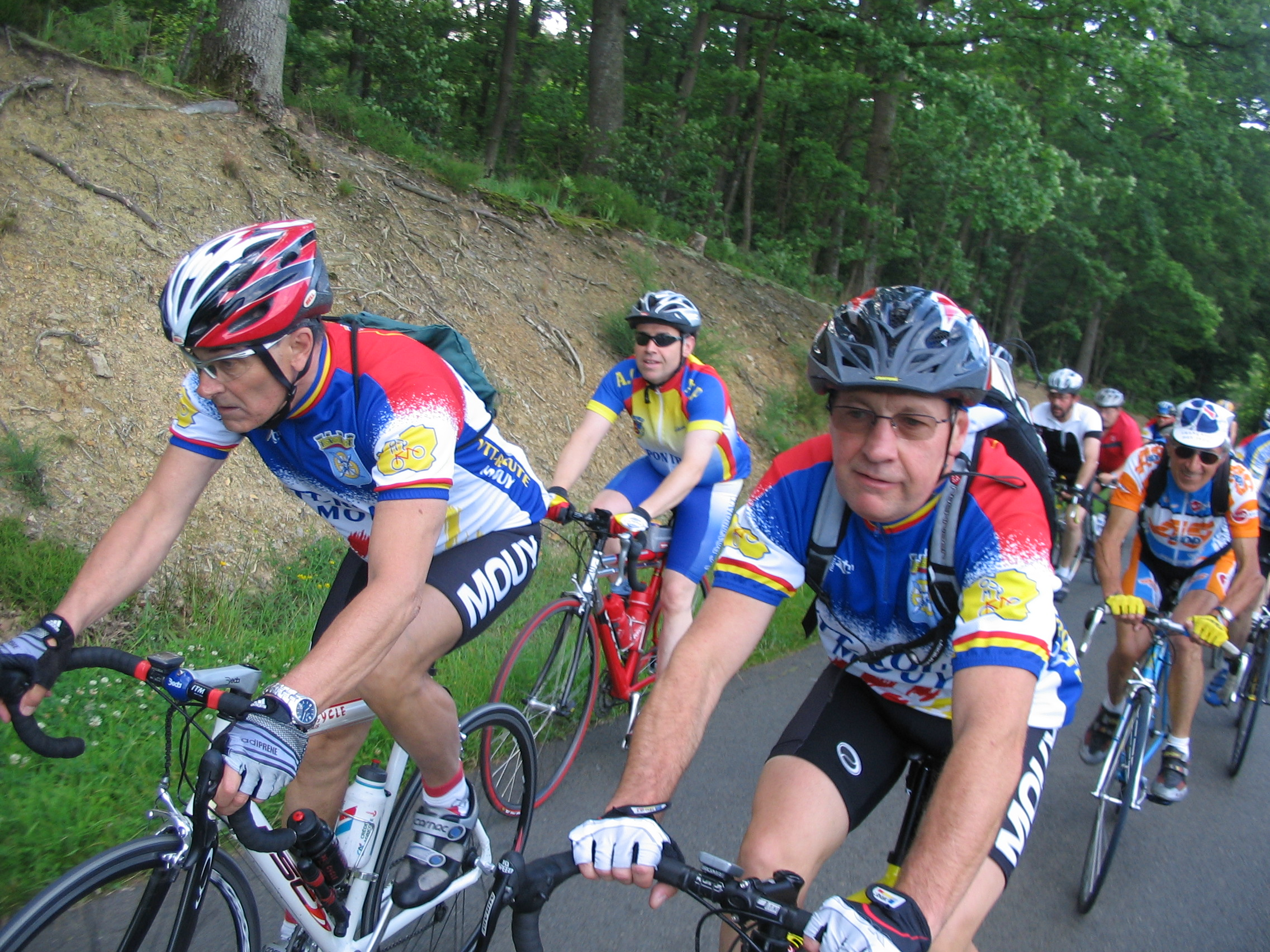
Cyclistes durant une épreuve d'Audax

 (août 2024).
Si vous disposez d'ouvrages ou d'articles de référence ou si vous connaissez des sites web de qualité traitant du thème abordé ici, merci de compléter l'article en donnant les références utiles à sa vérifiabilité et en les liant à la section « Notes et références ».
Pour les articles homonymes, voir Audax.
L'audax se définit comme une épreuve de régularité et d'endurance, à allure imposée conduite et contrôlée par des capitaines de routes régulant la vitesse du groupe. Celle-ci, entre deux contrôles est de 20, 22,5 ou 25 km/h selon le profil du parcours (moyenne horaire annoncée à l'avance) pour les cyclistes ; de 6 à 6,5 km/h pour les marcheurs ; d'un minimum de 1,714 km/h pour les nageurs ; de 7 km/h pour les rameurs et d'environ 9 km/h pour les skieurs de fond.
Le terme audax est une marque déposée de l'Union des audax français.

## Histoire
Le 12 juin 1897, 12 cyclistes italiens tentent le raid Rome-Naples (230 km), entre le lever et le coucher du soleil. Neuf réussirent, leur tentative est qualifiée d'audacieuse (le latin « audax » signifie « audacieux»). Ceci donne lieu à de nombreuses sorties en groupe et contribue ainsi à la naissance du mouvement cyclotouriste.
En 1904, Henri Desgrange, déjà père du tour de France, séduit par cette formule et voulant relancer le grand tourisme sportif à bicyclette, importe ce type de randonnées en groupe en France et crée les Audax français, représentés dès la fin de l'année par une association, l'Audax Club parisien.
Le 3 avril 1904 a lieu le premier brevet de 200 km cycliste, puis le 26 juin de la même année, celui de 100 km marche.
Le 27 juin 1913 voit la création des brevets nageurs sur la distance de 6 kilomètres.
Le 14 juillet 1921 est créé l'Union des Audax cyclistes parisiens (UACP), qui devient, le 1er janvier 1956, l'Union des Audax français.
Le 4 septembre 1956, ce sont les brevets de rame sur la distance de 80 km. Les brevets de ski de fond ne voient le jour que le 23 février 1985 sur la distance de 35 kilomètres.

## Philosophie de la formule Audax
« Partir ensemble, arriver ensemble » : l'Audax, ce n'est pas seulement pratiquer un exercice physique d'endurance, car la formule exclut toute notion de compétition, c'est aussi et surtout le pratiquer ensemble de manière solidaire, les plus forts aidant les autres à atteindre un objectif commun[réf. nécessaire].

## Les différents brevets audax
- Cyclistes : 100, 200, 300, 400, 600, 1 000 et Paris-Brest-Paris Audax (1 200 km).
- Marcheurs : 25, 50, 75, 100, 125, 150 et 200 km.
- Nageurs : 1, 2, 3, 4 et 6 km.
- Rameurs : 20, 40, 60 et 80 km.
- Skieurs de fond : 25, 35, 50 et 70 km.

Des « Aigles » de bronze, d'argent et d'or dans chaque discipline sont attribués aux participants qui couvrent toutes les distances exigées. Ceux qui pratiquent toutes les disciplines peuvent devenir « Audax complet » ou « Super Audax ».

## Personnalités
Présidents d'honneur
- Henri Desgrange
- Jacques Goddet
- Raymond Poulidor

Audax célèbres
- Eugène Christophe : 10 000e Audax
- Raymond Poulidor : 75 000e Audax
- Bim Diederich
- Alice Milliat, première Audax féminine en aviron et pionnière du sport féminin français et international.
- Antoinette Rocheux, rameuse d'aviron française, Super Audax (hors ski de fond).

## Pays
- Cyclistes : Australie, Belgique, Brésil, Espagne, France, Indonésie, Pays-Bas.
- Cyclistes jeunes (Aiglons) : Brésil, France.
- Marcheurs : Allemagne, Belgique, Brésil, Canada, France, Italie, Pays-Bas.
- Nageurs : Belgique, France, Pays-Bas.
- Rameurs : Brésil, France.
- Skieurs de fond : France.